# Ophthalmis lincea
Ophthalmis lincea là một loài bướm đêm trong họ Noctuidae.